# Castelo de Salignac

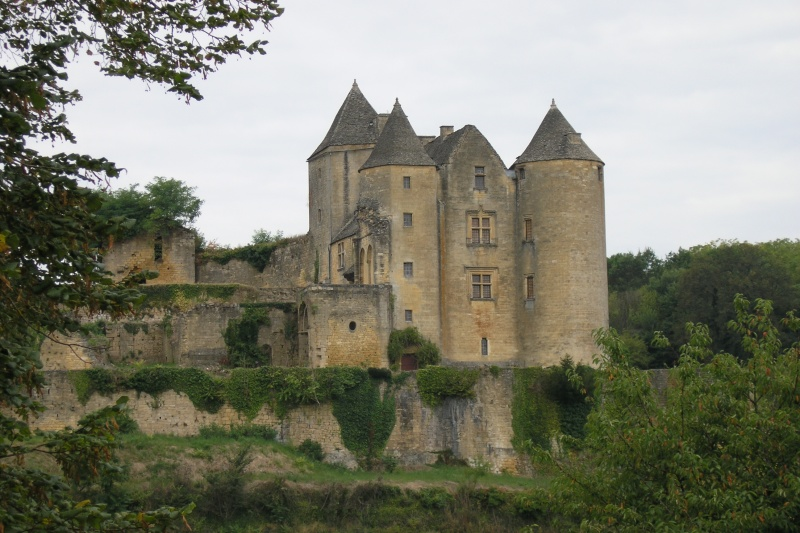
Château de Salignac

O Château de Salignac é o antigo castelo da família Salignac Fénelon, na comuna de Salignac-Eyvigues na Dordogne departamento da França. Ela data dos séculos XII a XVI.
Tem sido classificado desde 1969 como monumento histórico pelo Ministério da Cultura francês.